# Vratislav Lokvenc
Vratislav Lokvenc (Náchod, 1973. szeptember 27. –) cseh válogatott labdarúgó, csatár. A magasságát (196 cm) kihasználva kitűnő fejjátékáról volt híres.

## Pályafutása

### Klubcsapatokban
1992-ben indult a pályafutása a Hradec Králové együttesében. 1994 és 2000 között a Sparta Prague játékosa volt. Ezután  az Kaiserslauternhez igazolt, majd a VfL Bochum és a Red Bull Salzburg színeiben játszott. Pályafutása legjobb időszaka az volt, amikor a Spartában szerepelt, amellyel hétszer egymás után megnyerte az országos bajnokságot, 163 mérkőzésen 74 gólt szerzett. 2005 és 2007 között Ausztriában játszott, 2007-ben pedig bajnokságot nyert. 2008 elején az FC Baselhez távozott, amellyel bajnoki címet szerzett. Lokvenc pályafutása utolsó klubja a német FC Ingolstadt 04 volt, ahol 2009-ben fejezte be labdarúgó pályafutását.

### A válogatottban
Lokvenc hosszú éveken át szerepelt a cseh válogatottban, amelyben 1995. szeptember 6-án mutatkozott be az 1996-os Európa-bajnokság egyik selejtező mérkőzésen (az utolsó 10 percre lépett pályára, és 2–0-ra győztek). Ezt követően a Luxemburg elleni találkozón játszott. Ezután két évig nem került be a nemzeti keretbe, de 1997-től újra rendszeresen behívták a válogatottba. A 2006-os világbajnokság után egy súlyos sérülés miatt nem szerepelt a nemzeti színekben. Összesen 74 mérkőzést játszott Csehország képviseletében, és 14 gólt szerzett.

## Statisztika

### A válogatottban
| Év       | Mérk. | Gól |
| -------- | ----- | --- |
| 1995     | 2     | 0   |
| 1997     | 4     | 0   |
| 1998     | 10    | 1   |
| 1999     | 8     | 1   |
| 2000     | 10    | 0   |
| 2001     | 11    | 3   |
| 2002     | 5     | 1   |
| 2003     | 5     | 2   |
| 2004     | 9     | 1   |
| 2005     | 5     | 4   |
| 2006     | 5     | 1   |
| Összesen | 74    | 14  |

## Sikerei, díjai

### Klubcsapatokkal
Sparta Prága
- Cseh bajnokság [2] (5): 1994–95, 1996–97, 1997–98, 1998–99, 1999–2000
- Cseh kupa [2] (1): 1996

 1. FC Kaiserslautern
- Német kupadöntős[3] (1): 2002–03

 Red Bull Salzburg
- Osztrák bajnokság (1): 2006–07
  - ezüstérmes (1): 2005–06

 FC Basel
- Svájci szuperliga[4] (1): 2007–08
- Svájci kupa[4] (1): 2007–08

### A válogatottal
Cseh Köztársaság
- FIFA Konföderációs kupa bronzérmes (1): 1997

### Egyéni
- A cseh első liga gólkirálya: 1999–2000

## Fordítás
- Ez a szócikk részben vagy egészben  a   Vratislav Lokvenc című lengyel Wikipédia-szócikk ezen változatának fordításán alapul.  Az eredeti cikk szerkesztőit annak laptörténete sorolja fel. Ez a jelzés csupán a megfogalmazás eredetét és a szerzői jogokat jelzi, nem szolgál a cikkben szereplő információk forrásmegjelöléseként.